# 今生無悔 (王傑專輯)
《今生無悔》為香港和臺灣歌手王傑的首張粵語精選輯，發行於1991年4月3日，由華納唱片公司發行。

## 專輯簡介
專輯為王傑監製，是王傑在香港出版四張粵語唱片後，所推出的第一張粵語精選輯，並收錄了新歌「今生無悔」，在發片當周旋即登上排行榜寶座，蟬聯7周銷售冠軍，主打歌「今生無悔」亦登上香港電台中文歌曲龍虎榜冠軍、無線電視勁歌金榜冠軍，入選1991年第二季勁歌金曲季選。

## 曲目
| 曲序 | 曲名           | 曲              | 詞     | 編曲     | 附註                                            |
| 01   | 今生無悔       | Iskandar Ismail | 盧國沾 | Ricky Ho | 無線電視劇《今生無悔》主題曲 盧國沾最後作品之一 |
| 02   | 誰明浪子心     | 王傑            | 潘源良 | 陳志遠   |                                                 |
| 03   | 幾分傷心幾分癡 | 王文清          | 潘偉源 | 陳志遠   |                                                 |
| 04   | 一無所有       | 陳志遠          | 王傑   | 陳志遠   |                                                 |
| 05   | 酒醉酒醒       | 王文清          | 潘偉源 | 陳志遠   |                                                 |
| 06   | 可能           | 王傑            | 潘源良 | 陳志遠   |                                                 |
| 07   | 上帝也哭泣     | 王傑            | 陳少琪 | 陳志遠   |                                                 |
| 08   | 流浪的心       | 陳秀男          | 潘源良 | Ricky Ho |                                                 |
| 09   | 人在風雨中     | 陳志遠          | 潘偉源 | 陳志遠   |                                                 |
| 10   | 溫柔的你       | 陳秀男          | 陳少琪 | 陳志遠   | 與林憶蓮合唱（分開灌錄）                        |
| 11   | 是你是你       | 王傑            | 潘偉源 | 陳志遠   |                                                 |
| 12   | 為何分離       | 王傑            | 潘偉源 | 陳志遠   |                                                 |
| 13   | 今生無悔II     | Iskandar Ismail | 盧國沾 | 王傑     | 王傑負責結他和弦樂演奏                          |

## 其他
電視劇《今生無悔》原以王傑的奮鬥故事為藍本，最初屬意王傑主演，但因王傑有其他戲約而推辭，因此採用改編的方式，主題曲則仍交由王傑演唱，王傑亦曾說過這首歌最能代表他這一生的經歷，「今生無悔」也成為王傑在香港的代表歌曲之一。

## 唱片版本
- 錄音帶版
- CD版
- 黑膠唱片
- SACD版

## 獎項
- 1991年勁歌金曲季選

- 「第二季金曲」：【今生無悔】（页面存档备份，存于）

## 音樂錄影帶
- 今生無悔（有TVB版及華納官方版）

## 外部連結
- 1991年-王傑《今生無悔》電視廣告（页面存档备份，存于）